# Sandöbron
Il Sandöbron (in italiano ponte Sandö) è un ponte ad arco stradale in calcestruzzo situato nel Nord della Svezia nel comune di Kramfors che, attraversando il fiume Ångermanälven, congiunge gli abitati di Lunde e Klockestrand.
Al momento della sua inaugurazione, nonostante un grave incidente durante le fasi della sua costruzione, venne acclamato come un capolavoro dell'ingegneria strutturale.

## Descrizione
La struttura è divisa in due tronchi, lo "stora" (grande) e il "lilla" (piccolo) Sandöbron, rispettivamente 811 e 277 m di lunghezza. Alla data della sua apertura, il 16 luglio 1943, con una luce di 264 m e un'altezza di 48 m sopra la superficie dell'acqua, il Sandöbron era il ponte a campata unica più lungo del mondo.
Originariamente il ponte, come parte della Strada europea E4, aveva un ruolo importante nella rete di comunicazione stradale svedese, ma la sua importanza venne ridimensionata dopo l'apertura, nel 1997, del ponte di Höga Kusten, data dalla quale divenne parte della Länsväg 332 (strada provinciale 332).
Durante la costruzione, il ponte crollò il 31 agosto 1939 al momento del disarmo della centina. Benché l'incidente, costando la vita a 18 operai, fosse diventato il più grave incidente sul lavoro del paese fino a quel momento, la stampa dell'epoca ne diede poco rilievo in quanto un giorno più tardi l'avvio della campagna di Polonia da parte della Germania nazista, primo atto che avrebbe dato l'inizio della Seconda guerra mondiale, sovrastò con la sua gravità le cronache mondiali.